# 巴基斯坦的阿拉伯人
巴基斯坦的阿拉伯人，是指巴基斯坦內來自阿拉伯世界的移民，特別是埃及、阿曼、伊拉克，科威特、叙利亞、利比亞、約旦、巴勒斯坦和也門。
阿拉伯人與巴基斯坦的第一次接觸是在711年於現在的信德省，當地的印度教王國婆羅門王朝國王達希爾手下的士兵逮捕了穆罕默德·伊本·卡西木的家庭，當時他們在一艘從斯里蘭卡回巴士拉的商船上。
然而另一個版本說伊斯蘭教先知穆罕默德的後裔在受到倭馬亞王朝和阿拔斯王朝逼害後移民到信德，並定居在信德省，旁遮普省。

## 歷史
當時那艘船被拖到信德省一個港口，當時伊拉克總督哈查吉·伊本·優素福接到消息後寫信給達希爾要求他放人但被拒絕接受。優素福下令穆罕默德·本卡西木著手部署6000人前往信德，最後擊敗達希爾，還前進到木爾坦，這些地區被併入阿拉伯帝國境內，受統治兩個世紀。
這一時期也標誌著伊斯蘭教傳入到現在的巴基斯坦和南亞。

## 移民
根據許多統計數據，在巴基斯坦的阿拉伯人無論是合法或不合法居留，人數也有幾千人。

## 埃及人
在20世紀90年代，有1500個埃及人生活在巴基斯坦。在1995年埃及伊斯蘭激進分子襲擊駐伊斯蘭堡埃及大使館後，埃及政府重申了其保安重點和與巴基斯坦政府合作以除去它視為黑名單的埃及人。因此，因此，許多生活在巴基斯坦的埃及人被面臨驅逐或判別鎮壓，或被引渡回開羅受審。。

## 阿聯酋人
在巴基斯坦的阿聯酋人多數是王族也有平民。他們造訪的原因是獵隼和波斑鸨。
在拉希姆亞爾汗，謝赫扎耶德·本·苏尔坦·阿勒纳哈扬甚至建起了自己的夏宮和機場供他訪問了巴基斯坦狩獵和他的個人娛樂時使用。

## 伊拉克人
在巴基斯坦的伊拉克人只有數百人，多是難民。。

## 約旦人
在巴基斯坦的約旦人多是學生。

## 阿曼人
阿曼位置靠近巴基斯坦，兩個國家之間的移民已屢見不鮮。從巴基斯坦俾路支省來的移民已經在阿曼定居數十年，並已取得阿曼國籍。許多這些阿曼-俾路支人，也被吸收到阿曼社會，維護移民和俾路支省的聯繫。

## 巴勒斯坦人
在70年代，最高峰時期有8000個巴勒斯坦人居住在巴基斯坦。然而他們現在的人口已經大大降低，只有400-500人，家庭只有部分成員仍然留在該國。在巴基斯坦發現的大多數巴勒斯坦人最常見的是學生和醫學工程人員，在整個卡拉奇，拉合爾，海德拉巴，奎達和木爾坦的各大學和研究機構求學。另一些則是定居的家庭，主要位於在伊斯蘭堡和卡拉奇。
近年顯示，巴勒斯坦人遷移到該國的人數減少，因為越來越多的學生選擇在中東國家完成本科學位課程，但巴基斯坦政府仍在全國大學為巴勒斯坦學生保留50個學位：13個是用於醫學，4個牙科，23個工程學，及另10個藥劑學位，還提供8個獎學金名額。
在蘇聯入侵阿富汗時期，有許多巴勒斯坦人為了援助阿富汗被美國招到巴基斯坦並肩作戰對抗蘇聯，阿卜杜拉·優素福·阿扎姆是其中之一。

## 沙烏地人
在2009年有250-300名沙烏地人生活在巴基斯坦。

## 叙利亞人
大約有200敘利亞人在巴基斯坦，也有在巴基斯坦院校就讀的學生。2011年5月，在巴基斯坦的敘利亞僑民在伊斯蘭堡敘利亞大使館外抗議和譴責敘利亞總統巴沙爾·阿薩德和他的政權。

## 也門人
多數在巴基斯坦的也門人是哈德拉米人。

## 阿拉伯部落遺存
由於阿拉伯人與巴基斯坦的印度河地區有悠久的接觸歷史，現在有相當數量的巴基斯坦人主張自己的阿拉伯血統和傳承。8000000名在1947年從印度移民到巴基斯坦的莫哈吉爾人移民，也聲稱有阿拉伯祖源。

## 賽義德、和卓、謝赫
有數量眾多的賽義德與和卓生活在巴基斯坦，是兩國接觸的遺產。有些賽義德為了對抗倭馬亞王朝和阿拔茵王朝哈里發們的暴行。先遷到布哈拉再移民信德省。
他們是國家最突出人士，有些人已成為著名的宗教，政治領袖和專業人士。